# Limenitis arthemis
Limenitis arthemis is een dagvlinder uit de familie Nymphalidae (vossen, parelmoervlinders en weerschijnvlinders). De spanwijdte varieert tussen de 51 en 100 millimeter.
Het verspreidingsgebied beslaat grote delen van het Nearctisch gebied. In het gebied komen een aantal ondersoorten voor, die onderling ook paren. 
Veel verschillende planten worden door de rupsen als voedselplant gebruikt. Voorbeelden zijn Prunus, Populus, Quercus en Betula. De vliegtijd van de twee generatie ligt tussen april en oktober.
Het uiterlijk van Basilarchia arthemis lijkt op de giftige Battus philenor; hieraan ontleent de vlinder enige bescherming.

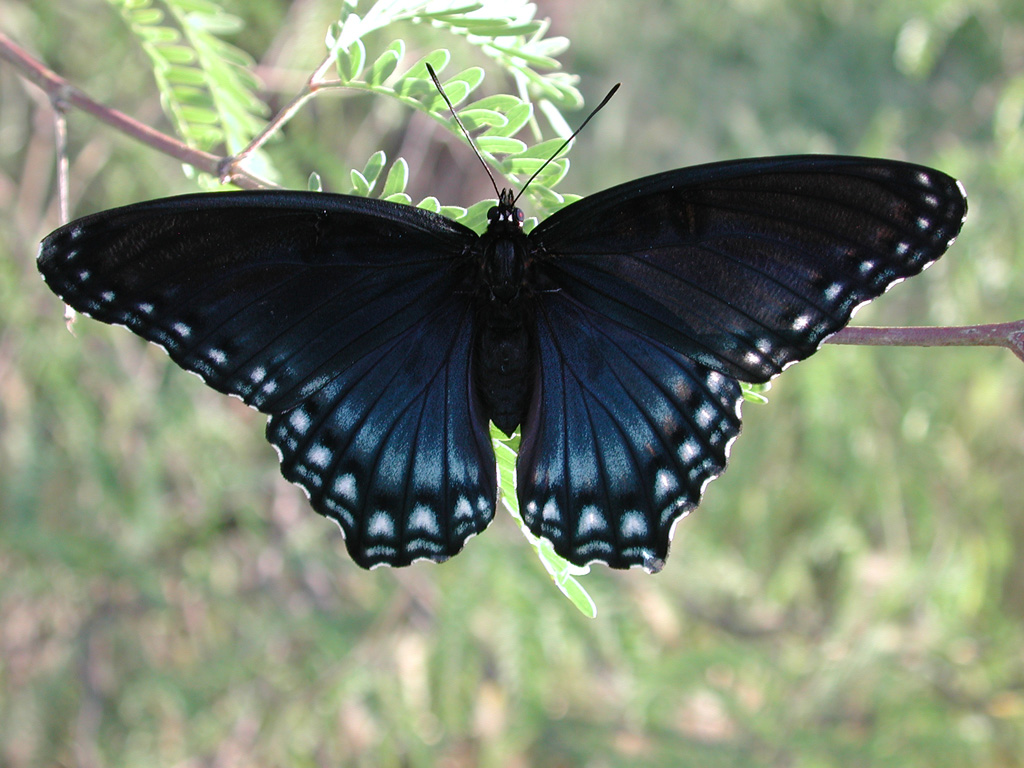
ssp. L.a. arizonensis
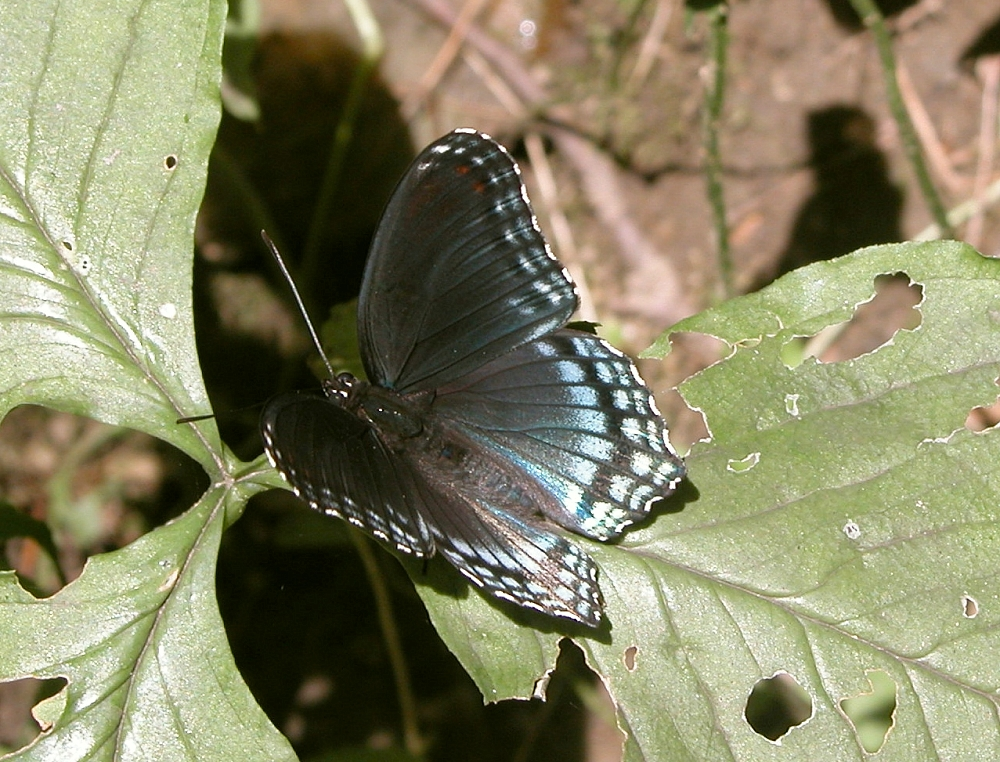
ssp. L.a. astyanax